# شرايين واردة
الشرايين الواردة هي مجموعة من الأوعية الدموية التي تمد النيفرون (وهو وحدة أنبوبية كلوية) بالدم في العديد من الأنظمة الإخراجية، وتلعب دورا هاما في تنظيم ضغط الدم كجزء من آلية ارتجاع الدم في الكلى. يمد فرع الشرايين الواردة من الشريان الكلوي الدم إلى الكلى. تتفرع الشرايين الواردة بعد ذلك إلى شعيرات دموية في الكبيبة (كلية).

## التنظيم
عندما يقل تدفق الدم الكلوي (الذي يدل على انخفاض في ضغط الدم) أو أن هناك انخفاض في تركيز أيونات الصوديوم أو الكلوريد، فإن البقعة الكثيفة في الأنبوبة الملتوية البعيدة تفرز البروستاغلاندين (من النوعين PGI2 و PGE2) وأكسيد النيتريك والتي تحفز الخلايا المجاورة للكبيبات أو الخلايا المفرزة للرينين المبطنة للشرايين الواردة على إفراز الرينين، وبالتالي تحفيز نظام الرينين أنجيوتنسين ألدوستيرون لزيادة ضغط الدم وزيادة معدل إعادة امتصاص أيونات الصوديوم من مجرى الدم عن طريق الألدوستيرون.
كما يمكن لخلايا البقعة الكثيفة أن تزيد ضغط الدم في الشرايين الواردة عن طريق خفض تركيز الأدينوسين أو الأدينوسين ثلاثي الفوسفات.
يحدث انخفاض شديد في ضغط دم الشعيرات الدموية الخاصة بالكلى عندما تنقبض تلك الشرايين الواردة.

## صور إضافية

Renal corpuscle

## وصلات خارجية
فسيولوجيا: 7/7ch03/7ch03p10 - أساسيات فسيولوجيا الإنسان - "Renal Vasculature: Efferent Arterioles & Peritubular Capillaries"
صور تشريحيَّة: Urinary/mammal/vasc0/vasc2 - علم الأعضاء المقارن في جامعة كاليفورنيا، ديفيس - "Mammal, renal vasculature (EM, Low)"